# Joeri Pavlov
Joeri Viktorovitsj Pavlov (Russisch: Юрий Викторович Павлов) (Tomsk, 20 januari 1952 - Sint-Petersburg, 4 oktober 2004) was een basketbalspeler die uit kwam voor het basketbalteam van de Sovjet-Unie. Hij kreeg de onderscheiding Meester in de sport van de Sovjet-Unie in 1974.

## Carrière
Pavlov begon als student van de Tomsk Polytechnische Universiteit basketbal te spelen onder leiding van de in de RSFSR geëerd coach Georgi Resja. In de jaren 1972-1988 speelde hij voor Spartak Leningrad en was aanvoerder van het team. Ook speelde hij van 1990-1991 in de Promotiedivisie voor BV Groningen in Nederland.
Hij studeerde af aan de Maritieme Technische Universiteit van Leningrad (GDOLIFK).
Hij werd de hoofdtrainer van Spartak Sint-Petersburg van 1999-2000. Daarna werd hij Algemeen directeur van de Sint-Petersburg Lions in 2001. Ook werd hij hoofd van de Federatie van het basketbal in Sint-Petersburg.
De laatste jaren van zijn leven leed hij aan leukemie.

## Erelijst
- Landskampioen Sovjet-Unie: 1
  - Winnaar: 1975
  - Tweede: 1974, 1976, 1978
  - Derde: 1981
- Bekerwinnaar Sovjet-Unie: 1
  - Winnaar: 1978
- Saporta Cup: 2
  - Winnaar: 1973, 1975
- Wereldkampioenschap: 1
  - Goud: 1974
- Europees Kampioenschap:
  - Zilver: 1975
  - Brons: 1973